# Межник (Лядська волость, поблизу Заяння)
Межник (рос. Межник) — присілок в Плюському районі Псковської області Російської Федерації.
Населення становить 6 осіб. Входить до складу муніципального утворення Лядська волость.

## Історія
Від 2015 року входить до складу муніципального утворення Лядська волость.

## Населення
| 2001 | 2002 | 2010 |
| ---- | ---- | ---- |
| 12   | →12  | ↘6   |